# Jakob Sitka
Jakob Sitka (25. července 1796 Jihlava – 30. srpna 1863 Vídeň) byl rakouský a moravský právník a politik německé národnosti, starosta Jihlavy, v 2. polovině 19. století poslanec Říšské rady.

## Biografie
Angažoval se veřejně v Jihlavě už během revolučního roku 1848. Byl členem Střeleckého spolku a byl zvolen za člena správní rady Národní gardy. V období let 1857–1863 působil jako starosta Jihlavy.
Ve volbách roku 1848 byl rovněž zvolen na rakouský ústavodárný Říšský sněm. Zastupoval volební obvod Jihlava-město na Moravě. Uvádí se jako zemský advokát. Patřil ke sněmovní levici.
Po obnovení ústavního systému vlády v 60. letech se zapojil znovu do zemské a celostátní politiky. V zemských volbách v roce 1861 byl zvolen za poslance Moravského zemského sněmu za kurii měst, obvod Jihlava. Zasedal zde až do své smrti roku 1863. Zemský sněm ho delegoval i do Říšské rady (tehdy ještě volené nepřímo) za kurii městskou. K roku 1861 se uvádí jako advokát a starosta, bytem v Jihlavě.